# Montana (állam)
Montana az Amerikai Egyesült Államok 41. tagállama az északnyugati régió és a Nagy Síkság határán. Neve a spanyol montaña („hegy”) szóból származik. Fővárosa Helena, legnagyobb városa Billings, az egyetlen 100 000 lakosságú város az államban.
Nincs hivatalosan rögzített beceneve, széles körben a „Big Sky Country”, a „Land of the Shining Mountains”, a „The Last Best Place” és a „Treasure State” használatos. Főként mezőgazdaságra rendezkedett be: a két húzó ágazat a marhatenyésztés és a gabonafélék termesztése. Nagyobb mennyiségben kőolajat, gázt, szenet és fát termelnek. Leggyorsabban növekvő szektora a turizmus. Évi 13 millió látogatója van a Glacier és a Yellowstone Nemzeti Parknak, de a Beartooth Highway, a Flathead Lake és a Big Sky Resort is sok vendéget vonz.

## Nevének eredete
Neve a spanyol montaña szóból ered, az pedig a latin montanea szóból — jelentése hegy, illetve hegyvidék.
Az első spanyol felfedezők a Moñtana del Norte nevet adták az egész nyugati hegységnek. A Montana nevet először az Egyesült Államok területekkel foglalkozó bizottsága használta 1863-ban, Idaho Territory létrehozásakor. Henry Wilson és Benjamin F. Harding tiltakozott a Montana név ellen, mondván, hogy az nem jelent semmit. James Ashley, a bizottság elnöke azonban, amikor 1864-ben kikanyarított egy területet Idaho Territoryból, hogy önálló közigazgatás alá vonja, mégis a Montana Territory nevet használta. Ekkor Samuel Cox tiltakozott a név ellen, mert szerinte félrevezető: a területe nagy részén egyáltalán nincsenek hegyek, és egy indián név egyébként is sokkal jobb lenne, mint egy spanyol. Felmerültek más lehetőségek, mint például a Shosone név, de a bizottság úgy határozott, hogy a Montana marad.

## Természeti földrajza

### Helyzete
Az USA 4. legnagyobb területű állama (376 991 km2). Északról Kanada (Brit-Columbia, Alberta és Saskatchewan) határolja, nyugatról Idaho, keleten Észak-Dakota és Dél-Dakota, délen pedig Wyoming.

### Domborzata
Középső és nyugati részén húzódik az északi Sziklás-hegység több vonulata (kb. 77-nek saját neve van). Keleti része síkág, kisebb dombokkal.

### Éghajlata
Éghajlatát döntően a szintkülönbség határozza meg.
A hegy- és a síkvidék éghajlata drasztikusan különböző:
- a nyugati rész félszáraz és hideg; telei fagyosak kevés csapadékkal, nyarai enyhébbek és párásak. A hegyvonulatok klímája szubarktikus (emiatt sok a síparadicsom);
- a keleti síkságon a mediterrán és kontinentális hatások keveredése forró, száraz nyarakat hoz.

A Sziklás-hegység specialitása a chinook nevű meleg, száraz bukószél. Ez akkor jön létre, amikor a Csendes-óceán felől érkező levegő a hegységhez érkezve felfelé kényszerül, kiadja magából a csapadékot, majd a hegyvonulat másik oldalán, már szárazon leszáll és közben felmelegszik.

#### Szélsőséges hőmérsékleti események
Földrajzi és éghajlati megosztottsága miatt ideális terepe a nagy hőmérsékleti ugrásokat okozó időjárási jelenségeknek. Feljegyzett rekordok:
- 1916. január 23-án és 24-én Browningban 24 órán belül 56°C-t esett a hőmérséklet (7 Celsius-fokról –49 fokra) Ennél nagyobb egy napon belüli hőmérséklet-csökkenést azóta sem jegyeztek fel.
- 1972. január 14-én reggel 9-kor Loma faluban a hőmérők még –47,7 fokot mutattak, január 15-én reggel 9-kor pedig már 9,4-et. Ez a több mint 57 fokos hőmérséklet-ingadozás a Guinness rekord, amióta az adatokat az Egyesült Államok óceán- és légkörkutató hivatala, a NOAA 2002-ben hitelesítette.
- Fairfieldben 1924-ben szenteste 12 óra alatt 46 fokot zuhant a hőmérséklet.
- 1980-ban Great Fallsban 7 perc alatt(!) 26 fokkal lett melegebb.

Az 1916-os nagy lehűlés oka az volt, hogy Kanadából sarkvidéki hideg levegő nyomult Montana északi részébe, és gyorsan kiszorította, illetve felnyomta a melegebb légtömeget. Az 1972-es rekord egy típusos chinook, amely egy megrekedt sarkvidéki légtömeget söpört ki viharos erővel.

### Természeti nevezetességei
- Glacier Nemzeti Park az állam északnyugati részén. 1910-ben alapították a feketelábúak által „A világ gerincoszlopának” hívott területen.

## Története
Évezredek óta élnek itt emberek. A felfedezők és telepesek több nagyobb törzzsel is találkoztak, mint délen az absaroka, délkeleten a sájen, középen és északon a feketeláb, az assziniboin és aaniiih, nyugaton pedig a kutenai és a salish indiánok. Montana délkeleti részén valaha egy korridor választotta el az absaroka és a rokon hidaca indiánok földjét.
A kontinentális vízválasztótól keletre eső montanai területek 1803-ban az Egyesült Államokhoz kerültek Louisiana megvásárlásával. A területen Lewis és Clark expedícióját követően amerikai, brit és francia szőrmekereskedők jelentek meg, akik jellemzően az őslakosokkal is együttműködtek. Ez azonban nem volt mindig békés, és bár a törzsek anyagi szempontból elég sokszor jól jártak, az európaiak által behurcolt betegségek megtizedelték őket, és kikezdték ősi hagyományaikat is. 1807-ben absaroka területen létrejött Fort Raymond erődje. Az oregoni szerződés 1846-os aláírásáig vita volt az Egyesült Államok és Nagy-Britannia között a vízválasztótól nyugatra húzódó területek vonatkozásában, ekkor húzták meg a tényleges határokat. Az első önálló, telepesek által létrehozott település St. Mary volt, a mai Stevensville elődje. 1847-ben felépült Fort Benton a Missouri folyó felé irányuló szőrmekereskedelem támogatására. Az 1850-es években az Oregon Trail útvonal mentén húzódó völgyekbe való betelepüléssel fokozatosan nőni kezdett a lakosság száma.
1852-ben aranyat találtak a nyugati hegyekben, 1862-ben pedig arany, ezüst, réz, ólom, és szén bányászata érdekében bányászok hada lepte el az államot. A legnagyobb aranyérclelőhelyek Virginia City környékén voltak.Az arany bányászata 1876-ig busás hasznot hozott, az ezüsté pedig még többet.
1864. május 26-án létrejött Montana Territory, Bannack fővárossal. 1865-ben a főváros Virginia City lett, majd 1875-től a mai központ, Helena. 1870-ben már 25 ezer telepes élt az állam területén.
Az őslakossággal az összetűzések egyre gyakoribbak voltak. Ezért 1855-ben Washington Territory kormányzója, Isaac Stevens megállapodást kötött velük, amelyben a terület nyugati részén rögzítették a határokat. Később ezen a területen jött létre a Flathead indián rezervátum. A megállapodást 1859-ben ratifikálták, az egyezmény szövegének félreérthetősége miatt azonban a fehér telepesek tévesen azt hitték, hogy a Bitterrot Valley vidéke nyitva áll előttük. Az indiánok egészen 1891-ig maradhattak itt.
1866-ban az amerikai hadsereg is megjelent, hogy felügyelje a gőzhajózást, illetve azért is, mert az aranyláz és a fokozódó emberi tevékenység konfliktusokat váltott ki. A mai Montana területén számos ütközetet vívott egymással a katonaság és az indiánok. Közülük a leghírhedtebbek a Marias-mészárlás, a Little Bighorn-i csata, a Big Hole-i csata, és a Bear Paw-i csata. Az utolsó összecsapások 1887-ben voltak, a békét aláíró indiánokat pedig rezervátumokba kényszerítették.
Ezeknek az összecsapásoknak volt egy nagyon súlyos következménye is. A bölények, amelyek az őslakosok életében fontos szerepet töltöttek be, gyakorlatilag kihaltak. 1870-ben még 13 millió bölény élt az állam területén, Phillip Sheridan tábornok azonban 1875-ben elérte a Kongresszusnál, hogy az indiánok kiéheztetése érdekében megritkítsa az állományt. 1884-ig az ipari szinten űzött vadászat miatt úgy megritkult a faj, hogy az egész Egyesült Államokban mindössze 325 példány maradt fenn.
Az 1850-es években kezdődött Montanában a marhatenyésztés. 1881-ben érte el Montanát a vasút, addig az építkezés állandó konfliktusok tárgya volt az indiánokkal.
1866-ban Montana először kérvényezte tagállammá válását, amit akkor elutasítottak. Második kezdeményezésük 1884-ben már sikerrel járt, de csak 1889 novemberében vált az Egyesült Államok tagállamává.
Az első világháború idején Jeannette Rankin, az Egyesült Államok Kongresszusának első női tagja, az ország hadba lépése ellen szavazott, ami nagy felháborodást keltett a hazafias tagállamban. 1917-18-ban egy téves számítás miatt az állam lakosságának 10%-át, körülbelül 40 ezer embert besoroztak, közülük nagyjából 1500-an haltak meg és 2500-an sérültek meg. Az állam tízezer lovast is adott a hadseregnek. A háborús gazdálkodás következtében a bányászat, a fakitermelés és a marhatenyésztés jelentősége ekkoriban megnőtt.
1918-ban, az 1917-es kémkedési és 1918-as zendülési törvény hatására az 1918-as montanai zendülési törvényt, amely büntetni rendelte az Egyesült Államok kormányának, hadseregének, vagy azok jelképeinek megsértését. A törvény hatására 200 embert letartóztattak, 78-at pedig el is ítéltek, többnyire osztrák vagy német származású embereket. 2006-ban Brian Schweitzer kormányzó hivatalosan is bocsánatot kért a meghurcoltak leszármazottaitól és az elkövetőket posztumusz kegyelemben részesítette. Nagy problémát jelentett ekkoriban a szakszervezeti mozgalom és az általuk terjesztett szocialista eszmék hatására kibontakozó háborúellenes szerveződés. 1917-ben Montanába érkezett a Világ Ipari Munkásai szakszervezeti szövetség ismert alakja, Frank Little, aki gyújtó hangú beszédeket tartott és szervezte a munkásságot. 1917. augusztus 1-jén butte-i otthonából álarcos banditák ragadták el, meglincselték, majd felakasztották egy vasúti jelzőoszlopra. Az eset hatalmas felháborodást keltett, ami miatt a Nemzeti Gárdának is közbe kellett lépnie. Az 1920-as évek elejéig gyakoriak voltak az atrocitások.
A nagy gazdasági világválságtól egészen a második világháború kitöréséig általános recesszió sújtotta Montanát. Ennek köszönhetően 1941-ben rengetegen léptek be a hadseregbe, hogy meneküljenek az elszegényedés elől. A háború végéig közel 110 ezer montanai vett részt a harcokban, köztük számtalan indián is. Közülük ismét mintegy 1500 fő halt meg. A háború során nagyjából 30 tűzballon érte el Montanát Japán felől, de egyik sem okozott jelentős pusztítást, emberéletet pedig nem követelt. Jeannette Rankin, akit 1940-ben ismét a Kongresszusba választottak, megint az egyetlen olyan képviselő volt, aki ellenezte a hadbalépést, és ismételten felháborodást váltott ki ez a döntése - emiatt egy időre rendőri védelmet is kapott.

## Népesség
| Népesség különböző években      | Népesség különböző években | Népesség különböző években | Népesség különböző években |
| Év                              | Népesség                   |                            | Vált. (%)                  |
| ------------------------------- | -------------------------- | -------------------------- | -------------------------- |
| 1870                            | 20 595                     |                            | —                          |
| 1880                            | 39 159                     |                            | 90,1%                      |
| 1890                            | 142 924                    |                            | 265%                       |
| 1900                            | 243 329                    |                            | 70,3%                      |
| 1910                            | 376 053                    |                            | 54,5%                      |
| 1920                            | 548 889                    |                            | 46%                        |
| 1930                            | 537 606                    |                            | −2,1%                      |
| 1940                            | 559 456                    |                            | 4,1%                       |
| 1950                            | 591 024                    |                            | 5,6%                       |
| 1960                            | 674 767                    |                            | 14,2%                      |
| 1970                            | 694 409                    |                            | 2,9%                       |
| 1980                            | 786 690                    |                            | 13,3%                      |
| 1990                            | 799 065                    |                            | 1,6%                       |
| 2000                            | 902 195                    |                            | 12,9%                      |
| 2010                            | 989 415                    |                            | 9,7%                       |
| 2016 (becsült)                  | 1 042 520                  |                            |                            |
| Source: 1910–2010 2016 estimate |                            |                            |                            |

2010-ben Montana népessége 989 415 fő volt. rangsorban csak a 44. az államok közül; népsűrűsége a 3. legalacsonyabb (Alaszka és Wyoming után).
A 2010-es népszámlálás adatai szerint a lakosság 89,4%-a fehér, 6,3%-a amerikai indián és alaszkai bennszülött, 2,9 százaléka spanyol és latin, 0,6%-a ázsiai, 0,4%-a afro-amerikai, 0,1%-a hawaii és más csendes-óceáni szigetlakó.
A legnagyobb európai származású csoport Montana területén: német (27,0 százalék), ír (14,8 százalék), angol (12,6 százalék), és norvég (10,9 százalék).

### Népesebb városai
Az államban 10 000 főnél nagyobb város csak hét található, mindegyik megyeszékhely, és ezen megyékben él az állam több mint 60 százaléka: Billings (Yellowstone megye, 104 170), Missoula (Missoula megye, 66 788), Great Falls (Cascade megye, 56 690), Bozeman (Gallatin megye, 37 280), Butte (Silver Bow megye, 33 525), Helena (Lewis and Clark megye, 28 190), Kalispell (Flathead megye, 19 927). Ebben a hét városban él az állam több mint egyharmada, és Billings kivételével mind az állam nyugati részén található (Idaho állam keleti határától, a nyugati 111° hosszúsági körtől nyugatra).

## Gazdasági élete
Gazdasága főként a mezőgazdaságon, fakitermelésen és bányászaton alapul, de a turizmus is fontos szerepet játszik.
Főbb mezőgazdasági termények: búza, árpa, cukorrépa, zab, rozs, burgonya.
Továbbá jelentős a juh- és szarvasmarha-tenyésztés is.
Montana munkanélküliségi rátája továbbra is csökken, a munkanélküliségi ráta 2022 novemberében 2,9 százalék volt.

## Nevezetességi
Évente több millióan látogatnak el a Gleccser Nemzeti Parkba, a Little Bighorn-i csata helyszínére és a Yellowstone Nemzeti Parkba, amelynek öt bejárata közül három innen nyílik.